# Potemnemus
Potemnemus es un género de escarabajos longicornios de la tribu Lamiini.

## Especies
- Potemnemus ennevei de Jong, 1945
- Potemnemus kaszabi (Breuning, 1973)
- Potemnemus lima Pascoe, 1866
- Potemnemus nylanderi Wallin & Kvamme, 2015
- Potemnemus pristis Pascoe, 1866
- Potemnemus rosenbergii Vollenhoven, 1871
- Potemnemus sepicanus Kriesche, 1923
- Potemnemus scabrosus (Olivier, 1790)
- Potemnemus thomsoni Lansberge, 1880
- Potemnemus trimaculatus Lea, 1918
- Potemnemus tuberifer Gahan, 1894
- Potemnemus wheatcrofti (Breuning, 1971)
- Potemnemus wolfi Berchmans, 1925